# Улица Куйбышева (Петрозаводск)
У́лица Ку́йбышева (карел. Kuibiševan uuličču) (до 1902 г. — Соло́менская у́лица, в 1902—1918 гг. — Жуко́вская у́лица, в 1918—1920-е гг. — у́лица Зино́вьева, в 1920-е — 1937 гг. — у́лица Шо́тмана) — улица в Центральном районе Петрозаводска. Одна из улиц Петрозаводска, подвергавшихся наиболее частым переименованиям.

## История
В начале XVIII здесь проходила граница Петровской слободы.
Изначальное название улица — Соломенская, она продолжалась дорогой в село Соломенное (ныне район города Петрозаводска).
До середины XIX века здесь, на месте нынешнего сквера имени И. И. Сенькина, располагалось «лобное место» — эшафот, для приведения в исполнение публичных наказаний провинившихся мастеровых Александровского пушечно-литейного завода. Известно, что в 1708 году на «лобном месте», публично «была учинена смертная казнь» трёх беглых мастеровых-оружейников.
11 января 1772 года, в присутствии крестьян, «со всех волостей согнанных для устрашения», на «лобном месте» состоялась показательная расправа над арестованными организаторами и активистами «Кижского восстания» приписанных к Олонецким горным заводам крестьян. Руководители восстания крестьяне Климент Алексеевич Соболев из деревни Романовская Толвуйского погоста, Семён Костин, Андрей Сальников были «наказаны кнутом с вырезанием ноздрей и с поставлением знаков» и сосланы на вечную каторгу в Сибирь, на Нерчинские рудники. Десятки крестьян после публичной порки кнутом были отправлены на каторжные работы, отданы в рекруты.
В течение XVIII—XIX веков здесь проводились публичные телесные наказания-экзекуции провинившихся работников завода. В 1850 году эшафот был демонтирован и на этом месте был открыт рынок для торговли сеном.
В 1902 году в Российской империи широко отмечалось 50-летие со дня смерти Н. В. Гоголя и В. А. Жуковского, скончавшихся в 1852 году. Министерством народного просвещения реализовывалась программа чествования памяти русских писателей, в ходе которой их именами были названы улицы во многих городах империи. В Петрозаводске 22 февраля 1902 года Петрозаводская городская дума решила «в ознаменование 50-летия со дня смерти Н. В. Гоголя и В. А. Жуковского назвать Соломенскую улицу именем Жуковского, а Древлянскую улицу Гоголевской».
В XIX веке и до 1930-х годах на улице располагались гостиный двор на Сенной площади и кварталы купеческих домов.
Также есть архивные данные, что на этой улице располагалось подворье Алесксандро-Свирского монастыря.
В ноябре 1918 года была переименована в улицу Зиновьева, в честь здравствующего партийного лидера, председателя Петроградского совета рабочих и солдатских депутатов Григория Зиновьева. Зиновьев, будучи председателем Петроградского совета депутатов, имел некое отношение к Карелии: с апреля 1918 года он стал полновластным хозяином северо-западных областей России, возглавив Союз коммун Северной области, в который вошли Петроградская, Новгородская, Псковская, Архангельская, Северо-Двинская, Череповецкая, Вологодская и Олонецкая губернии. Первоначально улицей Зиновьева хотели назвать бывшую Никольскую, нынешнюю Красную, но потом решили, что для известного всем пролетариям председателя Петроградского Совета это будет, пожалуй, маловато и нашли более достойную улицу в центре города и более того — стыкующуюся с проспектом Карла Маркса.
После того, как в 1926 году Зиновьев был отстранён от должностей, переименована в улицу Шотмана, снова в честь здравствующего партийного деятеля Александра Шотмана.
В июне 1937 года в ходе массовых репрессий Шотман был арестован и в октябре за «участие в антисоветской троцкистской организации» расстрелян. В том же году улица была снова переименована — в улицу Куйбышева, в честь скончавшегося в начале 1935 года советского партийного и политического деятеля, а прежде революционера, Валериана Куйбышева.
В годы финской оккупации (1941—1944) улица была переименована в улицу Pohjolankatu по названию сказочной страны Похьёла из поэмы «Калевала».

## Здания

### По нечётной стороне
- № 1 / проспект К. Маркса № 12 — дом жилой с магазином (выявленный объект архитектуры, здание построено в 1956 году, арх. Л. Ю. Тарлер)
- № 5 — бывшее здание ЦК КП КФССР, 1952, арх. Ф. И. Рехмуков[9], с 1991 года в здании размещается Законодательное собрание Республики Карелия
- № 7 — здание Следственного управления по Республике Карелия (бывшее здание профтехучилища № 1)
- № 9 — 5-этажный жилой дом
- № 11/ ул. Свердлова № 8 — бывшее здание штаба 22-й воздушной армии (1954—1961), затем штаба 5-й дивизии ПВО (1962—1985). В настоящее время размещаются некоторые исполнительные органы федерального и республиканского подчинения.
- № 13 — 4-этажный жилой дом
- № 21 — здание Управления Федерального казначейства по Республике Карелия

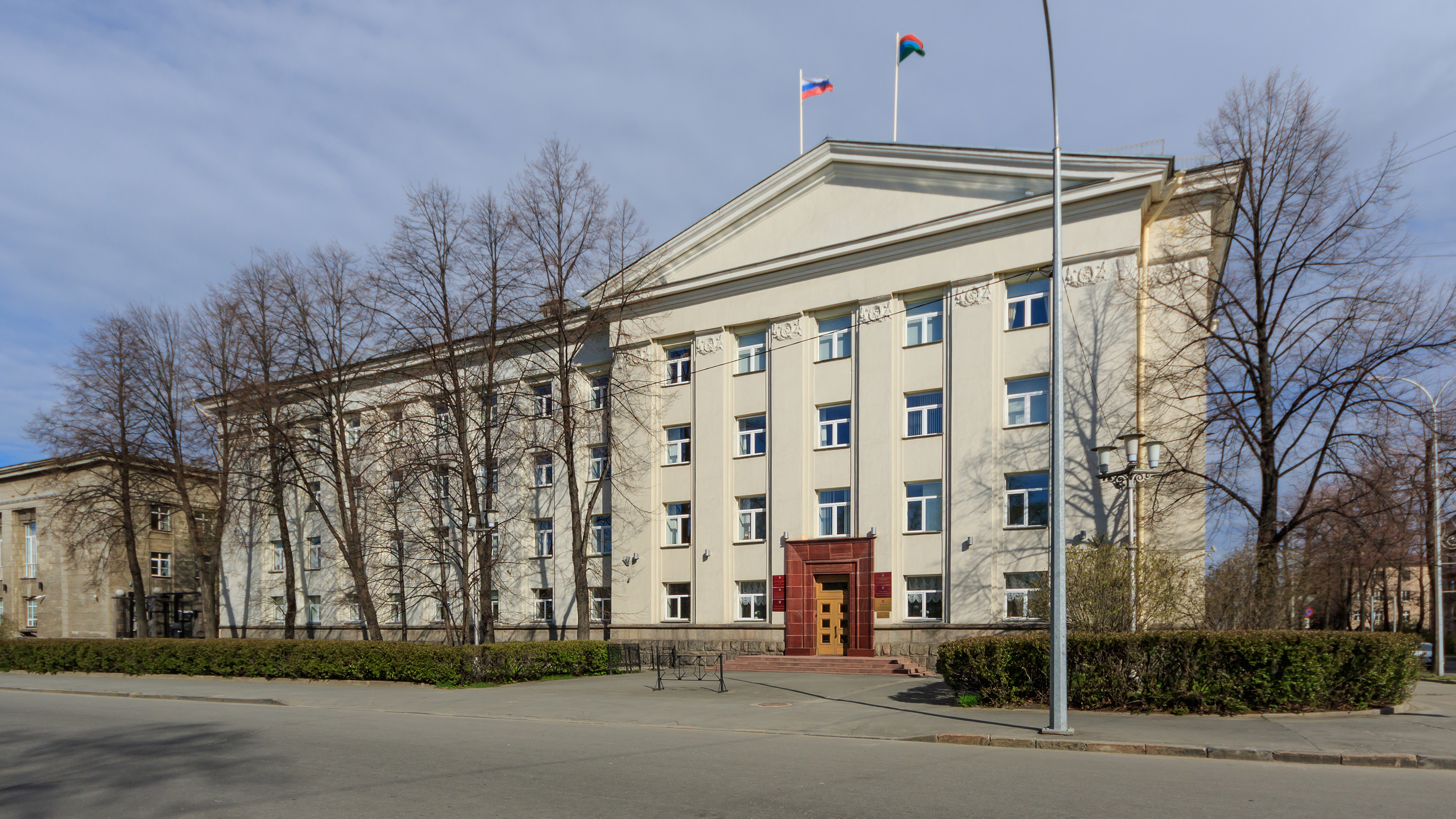
Законодательное собрание Республики Карелия, дом 5
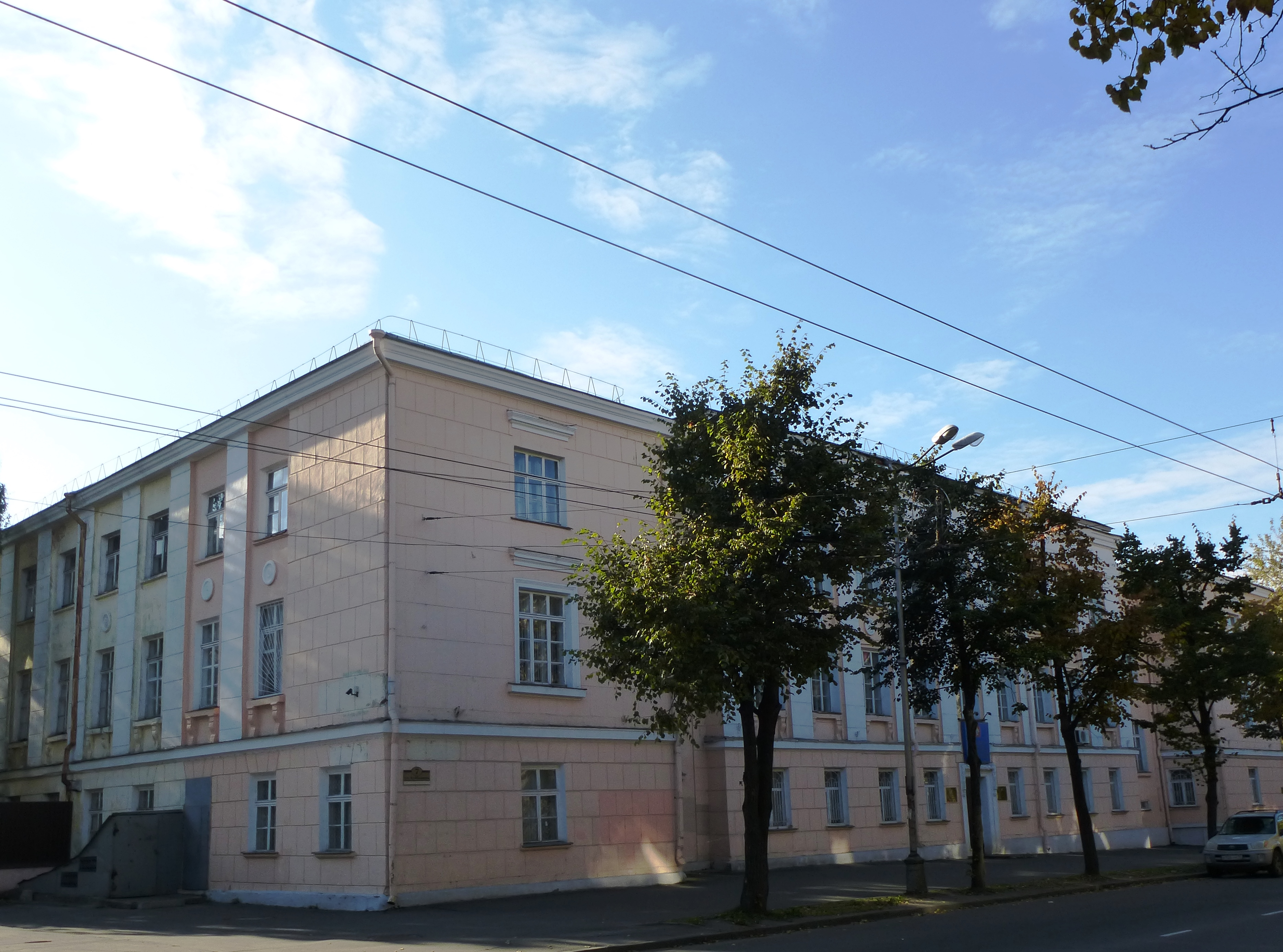
Следственное управление по Республике Карелия, дом 7
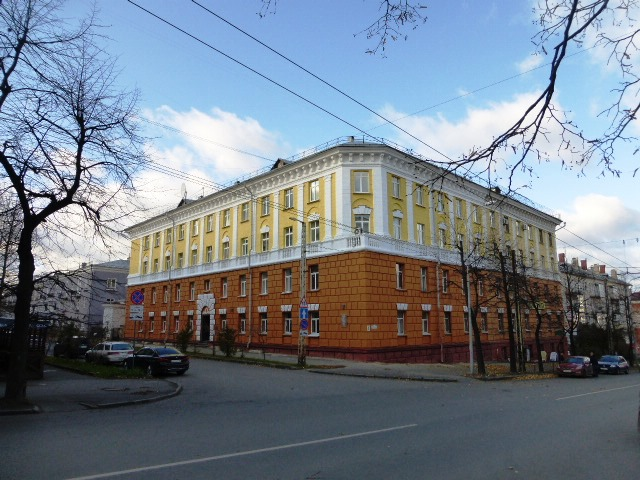
Административное здание, дом 11/8
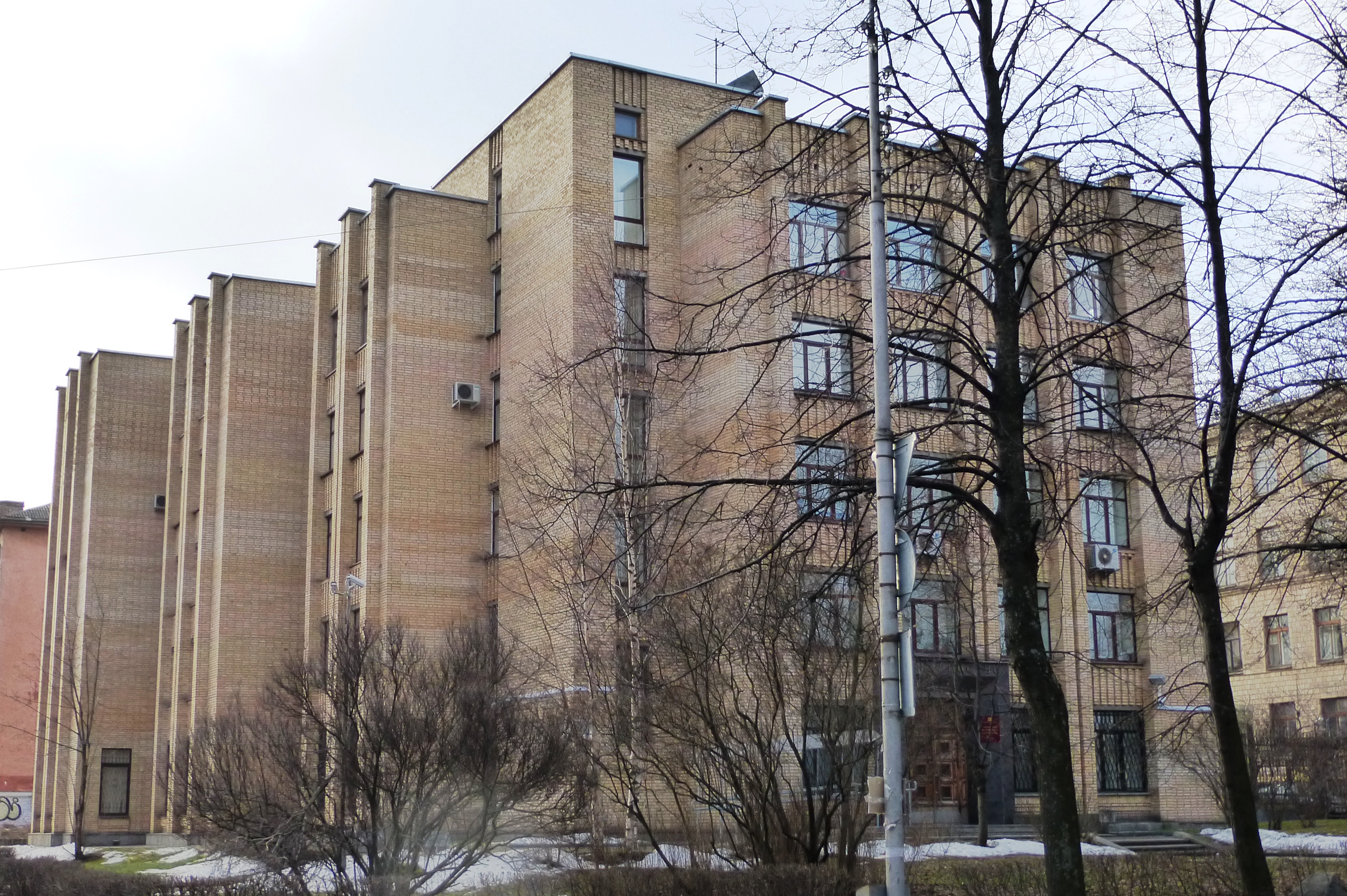
Управление Федерального казначейства по Республике Карелия, дом 21

### По чётной стороне
- № 2 / проспект К. Маркса № 10 — Дом купца Г. М. Сывороткина (дирекция гимназий) построен в 1840-е годы. Памятник культурного наследия.
- № 4 — бывшее гимназическое здание, в 1945—1947 годах по проекту К. Я. Гутина выполнена реконструкция под Дом политического просвещения[10], затем в Институт усовершенствования учителей, сейчас — здание занимает банк ВТБ (после реконструкции 2006 г.[11])
- № 6А — Национальный архив Республики Карелия
- № 8 — Дом купца Фершукова, одно из старейших зданий города, сейчас — Госпиталь и поликлиника госпиталя для ветеранов войн
- № 8А — пристройка, шестиэтажный блок стационара госпиталя
- № 10 — 5-этажный жилой дом
- № 12 — 4-этажный жилой дом
- № 14 — 5-этажный жилой дом
- № 16 — 5-этажный жилой дом
- № 18/6 — 5-этажный жилой дом
- № 18А — 3-этажный жилой дом
- № 20 — 5-этажный жилой дом
- № 26 — гостиница «Космос-Петрозаводск»

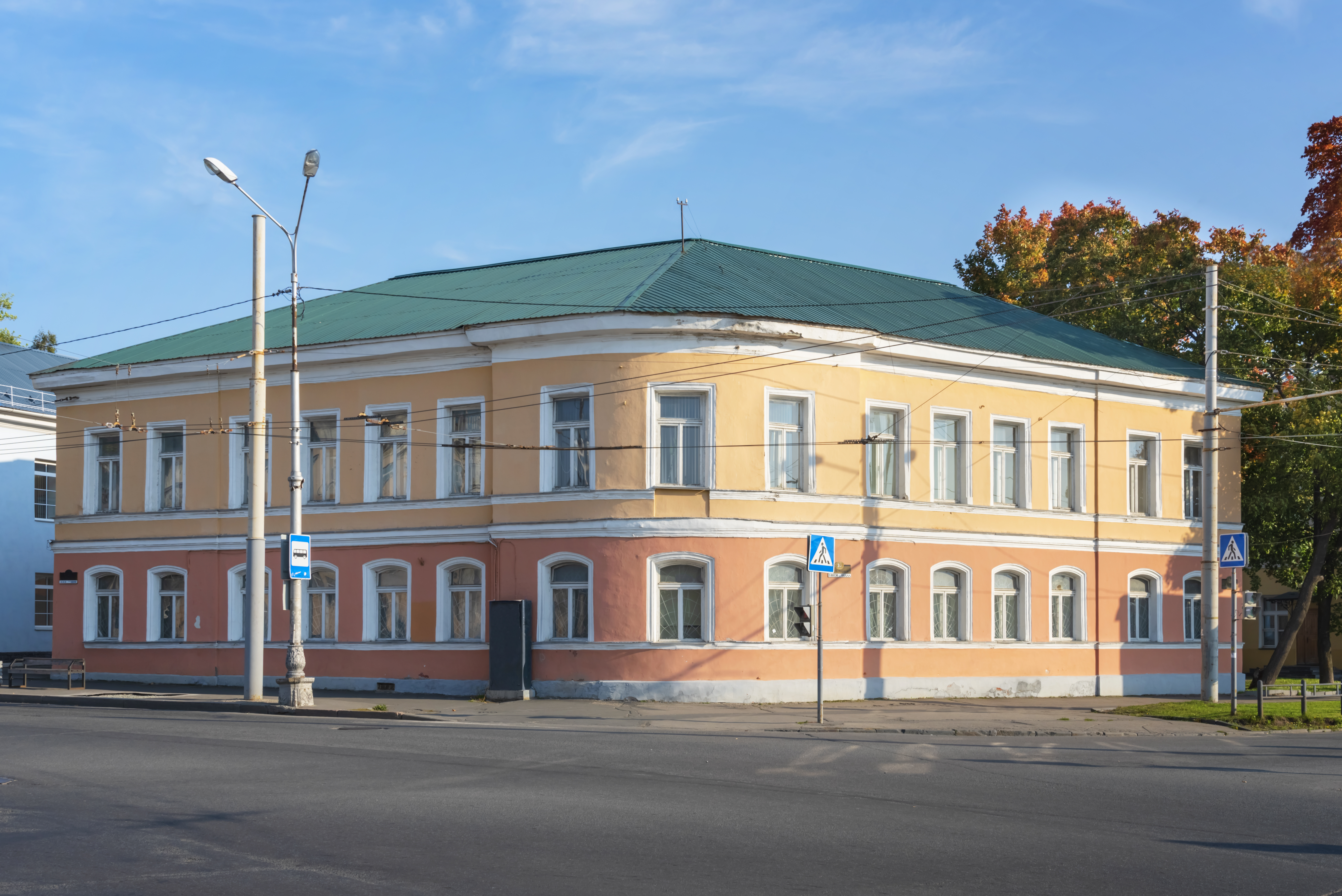
Дом купца Г. М. Сывороткина, дом 2/10
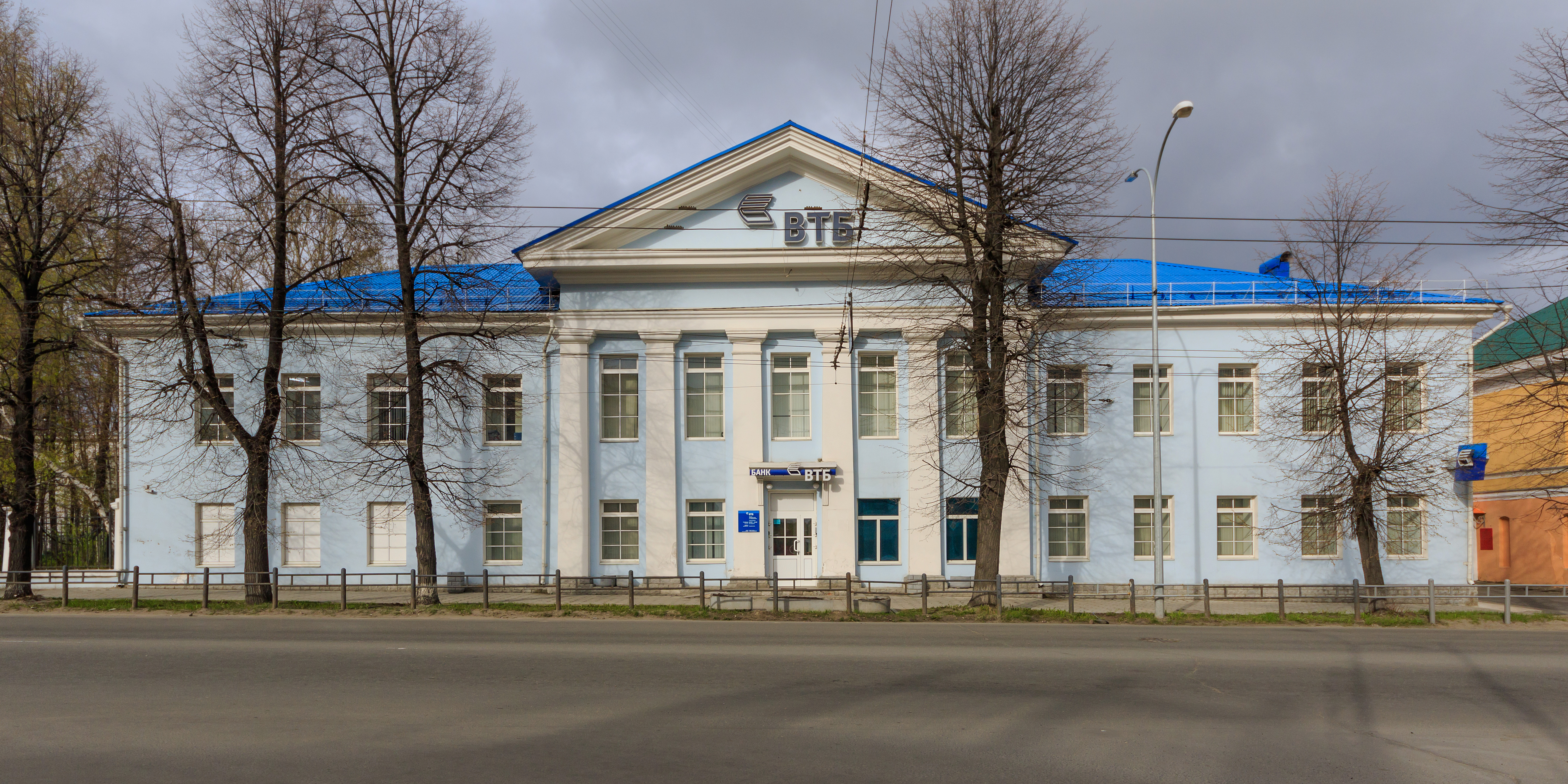
Банк ВТБ, дом 4
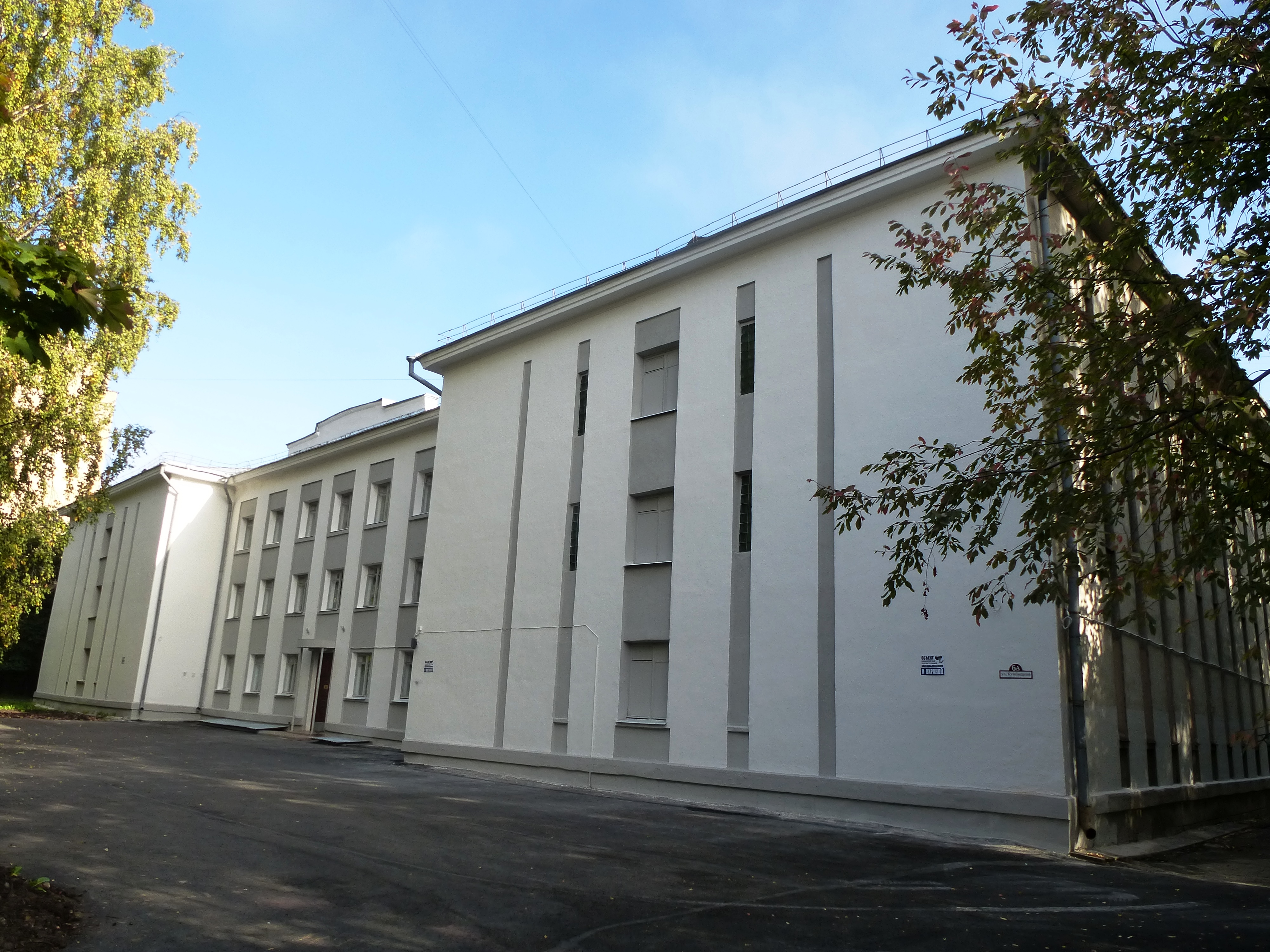
Национальный архив Республики Карелия, дом 6А
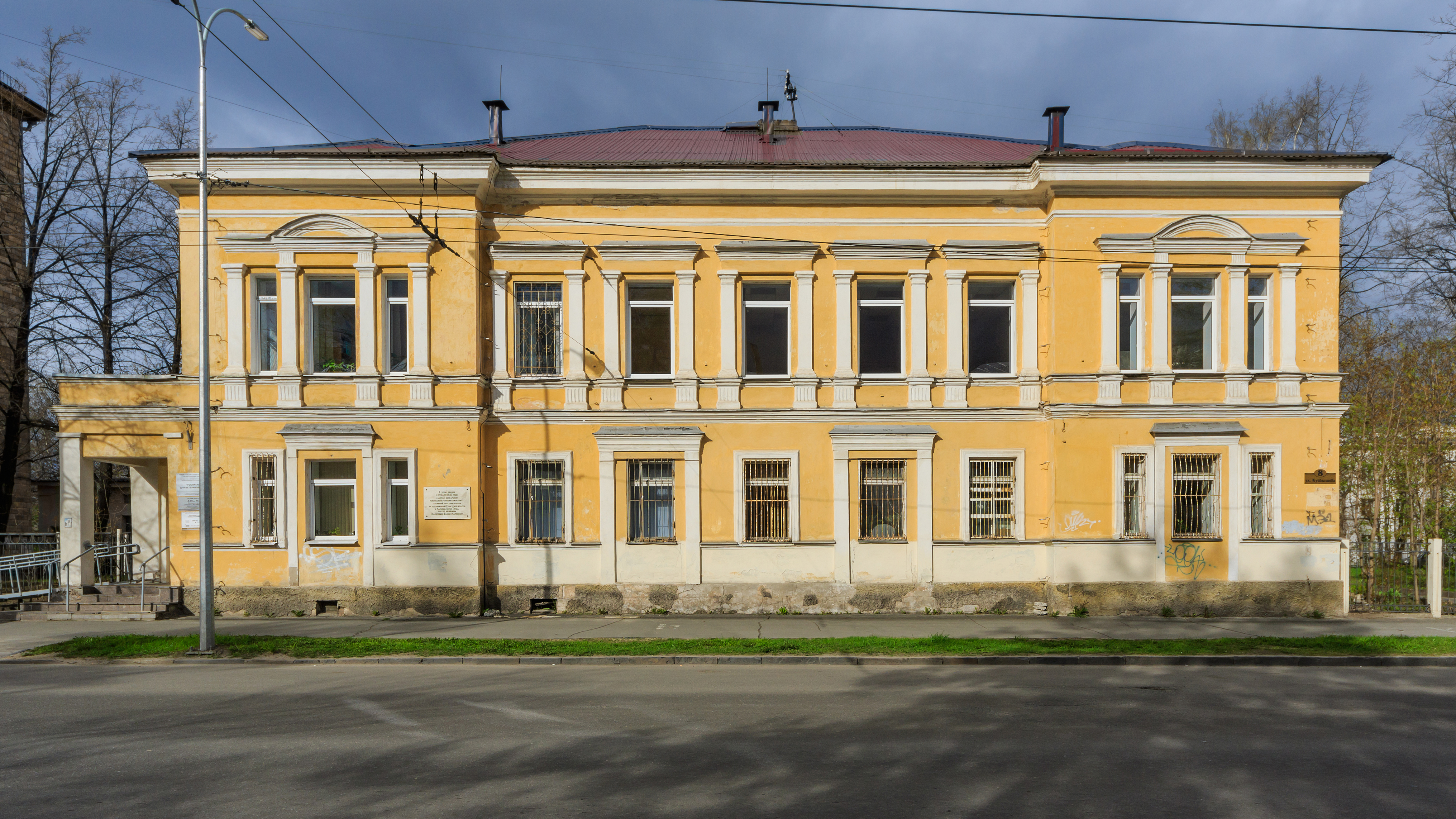
Дом купца Фершукова, дом 8
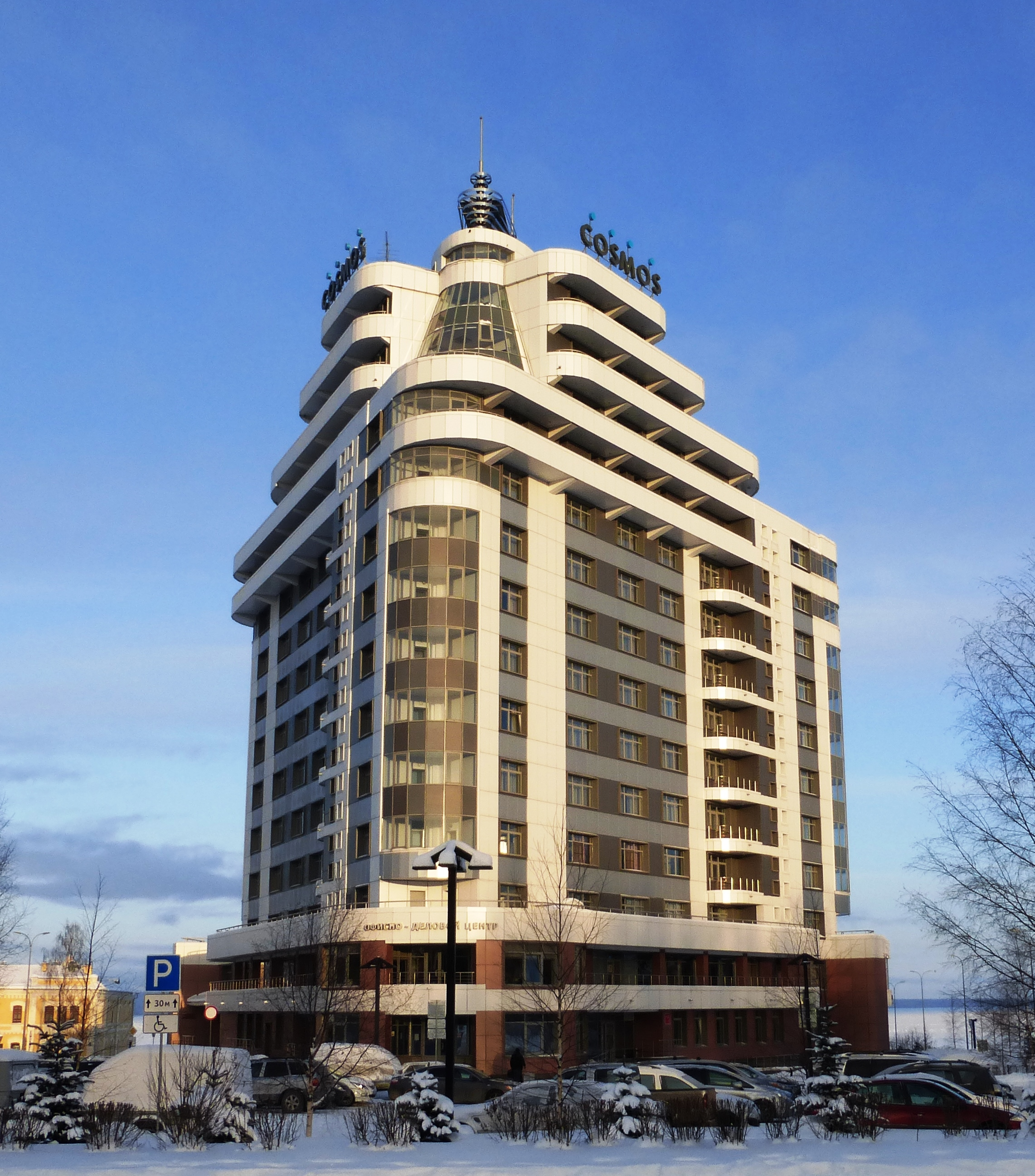
Гостиница «Космос-Петрозаводск», дом 26

## Памятники и мемориальные доски
В начале улицы при выезде на проспект Карла Маркса находится памятник Карлу Марксу и Фридриху Энгельсу. Памятник был открыт 10 мая 1960 года, в год празднования 40-летия образования Карельской трудовой коммуны. Карл Маркс и Фридрих Энгельс запечатлены в момент беседы. Автор памятника — киевский скульптор Ефим Белостокский в соавторстве с украинскими скульпторами Элиусом Фридманом и Петром Осипенко. Скульптурная группа отлита из бронзы на Мытищинском заводе художественного литья, а пьедестал изготовлен из шокшинского малинового кварцита.
На пересечении с улицей Германа Титова (по нечётной стороне) находится сквер имени Ивана Ильича Сенькина — Первого секретаря Карельского областного комитета КПСС в 1958—1984 годах. В 2007 году в сквере был установлен памятник И. И. Сенькину (скульпторы Э. Григорян, Л. Давидян).
На жилых домах по улице Куйбышева установлены мемориальные доски писателям А. И. Авдышеву (дом № 14), Я. Э. Виртанену (дом. № 18а), А. М. Линевскому (дом. № 14), А. Н. Тимонену (дом. № 9), скульптору Л. Ф. Лангинену (дом. № 16), учёным Н. И. Казимирову (дом. № 9) и Н. И. Пьявченко (дом № 9), доктору медицины, Герою Труда В. М. Касогледову на здании Госпиталя ветеранов войн (дом № 8).

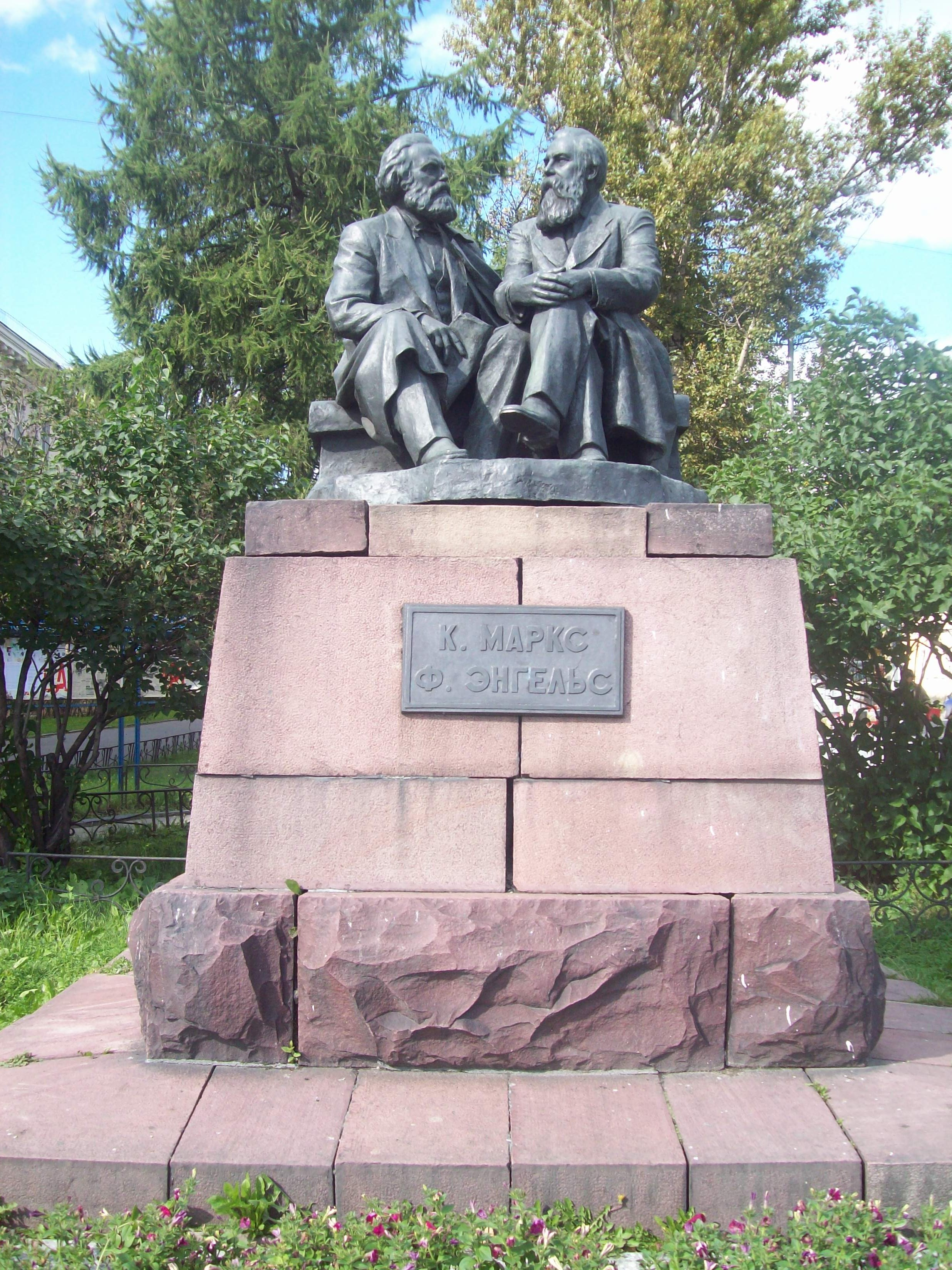
Памятник Карлу Марксу и Фридриху Энгельсу
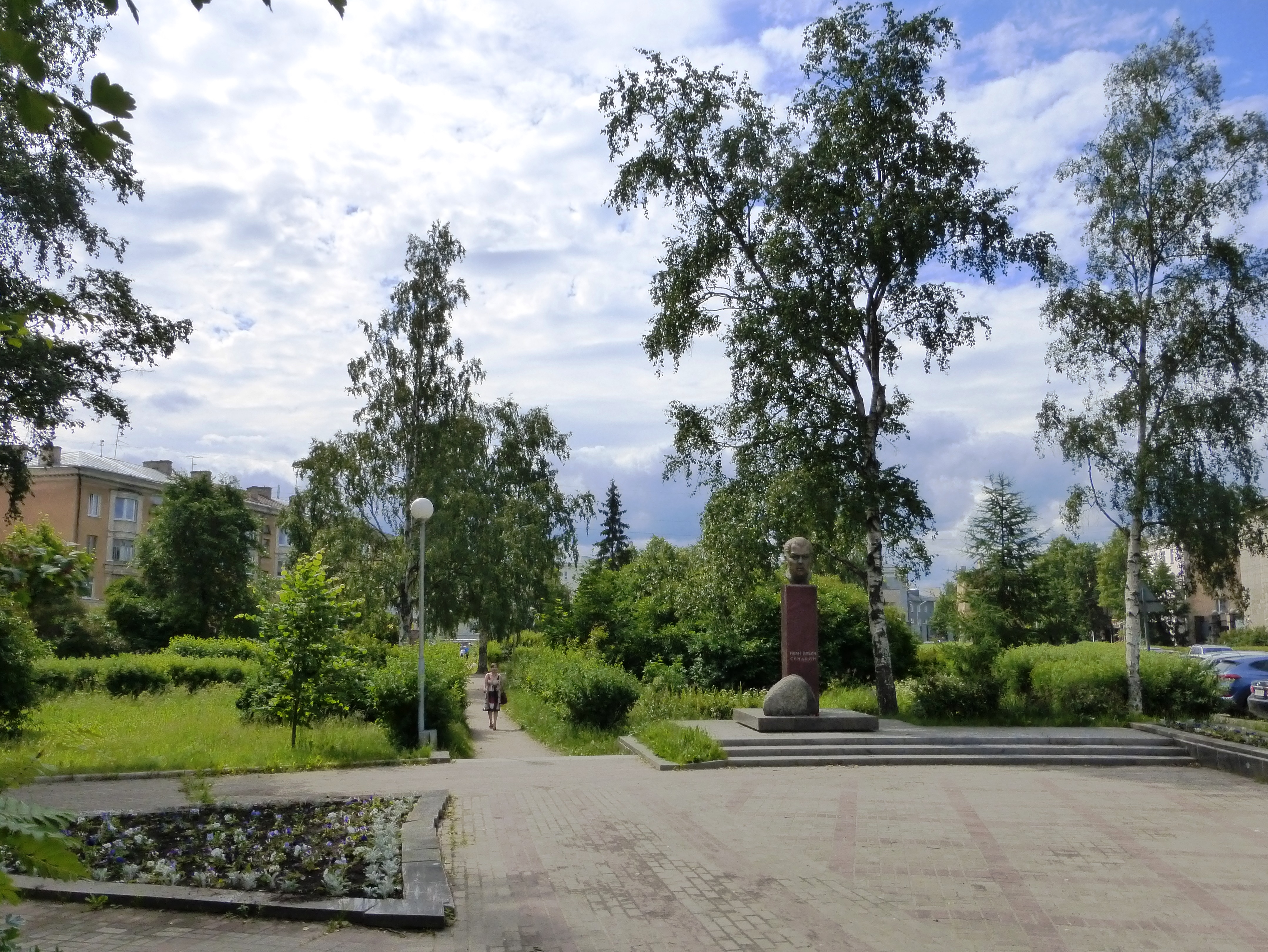
Сквер имени Ивана Ильича Сенькина

## Транспорт
По улице проходят троллейбусные маршруты 1, 6 и 7, автобусные маршруты.